# Červený Újezdec (Lišov)
Červený Újezdec je vesnice, část města Lišov v okrese České Budějovice v Jihočeském kraji. Leží asi osm kilometrů severovýchodně od Českých Budějovic, na Lišovském prahu v nadmořské výšce 515 metrů, což je příčinou o poznání chladnějšího klimatu než v pánvi Českých Budějovic. Ves je situována na rozvodí Vltavy a Lužnice a neprotéká jí žádná vodoteč.

## Historie

### Raná historie
První písemná zmínka o Červeném Újezdci pochází z roku 1390 (bývá udáván také roku 1461), ačkoliv stopy osídlení v okolí jsou z mnohem dřívějších dob. V tomto roce jakýsi Petr z Újezdce prodal plat ze svých lánů slověnickému faráři. Stával zde svobodnický dvorec, jehož držitelem byl roku 1460 Jan Mazanec u Újezda, příslušník drobného šlechtického rodu. V roce 1461 získal od krále Jiřího z Poděbrad vlastní erb. Nejpozději v první polovině 16. století došlo k rozdělení dvorce na dva, přičemž větší zůstal svobodnickým a druhý se stal poddanským. Sídlil tu i nadále svobodnický rod Mazanců z Újezdce, na poddanské usedlosti je připomínán k roku 1558 Dvořák Mazanec. Postupně vznikaly ve vsi další grunty a chalupy, náležející částečně ke hlubockému panství a částečně k majetku zdejších svobodníků. Na hlubocké části osady se nacházela krčma, kde působil šenkýř Urban Kovář, jeho syn Vavřinec převzal v roce 1639 otcovskou živnost a svým jménem položil základ starobylému rodu Vávrů.

### 17. století
Za stavovského povstání 1618 byla víska i oba újezdecké dvorce vypáleny a velká část obyvatel povražděna vojsky Katolické ligy, vedené generálem Buquoyem. Červený Újezdec nebyl jedinou obcí takto postiženou, z blízkého okolí potkal stejný osud také obce Kolný, Velechvín, Levín a Hůry. Vsi Provod a Žďár již nebyly nikdy osídleny a zcela zanikly. K obnově dvorců v Červeném Újezdci však došlo, a tak již v roce 1632 vznikla registra Mazancovského dvora a vlastníkem se stal Petr Gros. V těchto letech se počet obyvatel v Čechách snížil. Příčinou byly hromadné emigrace po roce 1627 a ztráty způsobené třicetiletou válkou. Robotní povinnost vzrostla až desetinásobně, z 15 dní před bitvou na Bílé hoře až na 150 dní v roce 1650. V šestidenním pracovním týdnu to znamenalo polovinu času pracovat na panském kromě dalších odvodních povinností. Není divu, že poddanské usedlosti pustly a neprosperovaly.
V letech 1653–1654 byl držitelem dvora Pavel Pamwerl a od roku 1658 rytíř Jiří Kunáš z Machovic a od roku 1667 Schwarzenbergové, kteří v té době výhodně skupovali jihočeská panství od různých majitelů. Menší dvůr nazývaný Vojířovský, náležel kolem poloviny 17. století budějovickému měšťanu Valentinu Mundterovi a v roce 1663 byl rovněž prodán Schwarzenbergům. Během šedesátých let 17. století se tak stal součástí hlubockého panství. Kníže ze Schwarzenbergu pak nařídil oba dvory rozdělit a vytvořit z nich menší poddanské usedlosti. Obecní pastouška měla popisné číslo 8 a žil v ní obecní pastýř a sluha.

### Moderní historie
Název Červený Újezdec se poprvé objevuje ve statistickém lexikonu k roku 1921, do té doby se užíval úřední název Červený Újezd. Jméno dostala obec podle zvláštní načervenalé barvy půdy, která obsahuje značné množství zvětralého břidličného podloží.
Roku 1921 vznikl hasičský sbor, který působí dodnes, v roce 1928 byla založena obecní knihovna, roku 1927 byla provedena elektrifikace, od roku 1968 zajíždí do obce autobusová linka z Lišova přes Hosín do Českých Budějovic. Až do roku 1980 občas fungovala ve vsi kovárna na návsi, posledním kovářem byl pan Ludvík. Od roku 2008 je do obce zaveden internet.
V roce 1900 bylo v obci 21 domů a 121 obyvatel, v roce 1915 měl Červený Újezdec podle Chytilova adresáře 139 obyvatel. K 31. prosinci 2005 měla vesnice 25 popisných čísel, 31 obyvatel a zhruba stejný počet chalupářů.
Na návsi stojí novogotická kaple, přestavěná do dnešní podoby v roce 1896, kaplička svatého Benedikta tady však stála již v roce 1785. V osadě se zachovalo několik pěkných lidových staveb.

## Obyvatelstvo
| Rok            | 1869 | 1880 | 1890 | 1900 | 1910 | 1921 | 1930 | 1950 | 1961 | 1970 | 1980 | 1991 | 2001 | 2011 | 2021 |
| -------------- | ---- | ---- | ---- | ---- | ---- | ---- | ---- | ---- | ---- | ---- | ---- | ---- | ---- | ---- | ---- |
| Počet obyvatel | 175  | 175  | 149  | 121  | 139  | 112  | 106  | 83   | 63   | 55   | 49   | 35   | 36   | 43   | 49   |
| Počet domů     | 20   | 21   | 22   | 21   | 21   | 19   | 20   | 24   | 24   | 21   | 16   | 22   | 23   | 25   | 27   |

## Obecní správa
Po zániku vrchnostenského zřízení se Červený Újezdec stal v letech 1850–1919 osadou obce Velechvín, 1919–1943 byl samostatnou obcí, v letech 1943–1945 osadou obce Lhotice, od roku 1945 do 11. června 1960 znovu samostatnou obcí, v období 12. června 1960 – 30. června 1980 osadou obce Kolný a od 1. července 1980 až do současnosti je místní částí města Lišov.

## Pamětihodnosti
Jihovýchodně od vesnice se nachází mohylové žárové pohřebiště. Památkově chráněné mohyly jsou patrné vyvýšeniny na východním úpatí vrchu Vávra. Nálezy z nich jsou součástí stálé expozice Jihočeského muzea v Českých Budějovicích. Mohylník se skládá z přibližně devadesáti raně středověkých mohyl a je největším mohylovým pohřebištěm v okolí Červeného Újezdce.